# Mārtiņš Raitums
Mārtiņš Raitums (né le 14 avril 1985 à Talsi en République socialiste soviétique de Lettonie) est un joueur professionnel de hockey sur glace letton. Il évolue au poste de gardien de but.

## Biographie

### Carrière en club
En 2001, il joue ses premiers matchs en senior avec le HK Lido Nafta Riga dans le championnat de Lettonie. Il remporte le titre national à quatre reprises avec le HK Riga 2000 en 2004, 2005, 2006 et 2007. Il est champion du Kazakhstan avec le Beïbarys Atyraou en 2011 et 2012. Il ajoute à son palmarès l'Inter-National-League 2015 avec l'EHC Lustenau.

### Carrière internationale
Il représente la Lettonie au niveau international. Il a participé aux sélections jeunes. Il prend part à cinq éditions des Championnats du monde, la première en 2005.

## Trophées et honneurs personnels

### Championnat du Kazakhstan
- 2011 : nommé meilleur joueur.